# Carl Friedrich Haase
Carl Friedrich Haase (* 13. Februar 1788 in Leipzig; † 10. November 1865 in Oberlößnitz; auch Carolus/Karl F. Haase) war ein deutscher Mediziner (Gynäkologie und Geburtshilfe).

## Leben und Wirken
Haase studierte an der Universität Leipzig, wo er 1812 zum Dr. phil. promoviert wurde und 1813 zum Dr. med. In Leipzig betrieb er dann bis 1828 eine Praxis für Geburtshilfe und Kinderkrankheiten, zugleich war er Privatdozent an der Universität.
Im Jahr 1828 erhielt er die Berufung zum Professor für Geburtshilfe und wurde gleichzeitig Direktor des Entbindungsinstituts mit Hebammenschule an der Chirurgisch-Medizinischen Akademie zu Dresden ernannt; 1845 ging Haase in den Ruhestand.
Haases Name findet sich in der von ihm geschaffenen Haase-Formel, mit Hilfe derer das Alter eines Fötus bestimmt werden kann. Im Jahr 1846 behandelte er den jungen Karl May mit seinem Augenleiden. Mays Mutter hatte vorher an seiner Hebammenschule von August 1845 bis Februar 1846 einen Hebammenkurs besucht.
In der Oberlößnitz bewohnte Haase das heute denkmalgeschützte Haus Friedland in der Bennostraße 11, dessen Anbauflächen er zu einem etwa 4,5 Hektar großen Weingut erweiterte.

## Haase-Formel
Nach der Haase-Formel entspricht die Länge des Fötus in den ersten Monaten dem Quadrat des Monatsalters. Ab dem sechsten Monat wird die Anzahl der Monate mit 5 multipliziert.
| Monat         | 1   | 2   | 3   | 4   | 5   | 6   | 7   | 8   | 9   | 10   |
| Formel        | 1*1 | 2*2 | 3*3 | 4*4 | 5*5 | 6*5 | 7*5 | 8*5 | 9*5 | 10*5 |
| Länge (in cm) | 1   | 4   | 9   | 16  | 25  | 30  | 35  | 40  | 45  | 50   |

## Schriften
- Dissertatio de morbo coeruleao. Diss., Leipzig 1813.
- Karl Friedrich Haase, Johann Ludwig Choulant, M. Küstner, Friedrich Ludwig Meissner: Bereicherungen für die Geburtshilfe, für die Physiologie und Pathologie des Weibes und Kindes. Leipzig 1821.
- De pathogenia syphilidis recens natorum. Dresden 1828.
- De ulcere scrofuloso. Wolf, München 1830.